# 타라 오크스
태라 옥스(Tara Ochs, 1976년 1월 1일 ~ )는 미국의 배우이다.
포츠머스에서 태어났다.

## 출연 작품

### 영화
- Losing Grace (2001) - 진 역
- House of the Rising Sun (2006) - 베스 역 (단편)
- The Fall (2008)
- 커플로 살아남기 (2010)
- Birthday Cake (2013) - 리디아 역
- 셀마 (2014)
- 리지 (2018) - 수전 길버트 역